# Đẳng hoa Nam Bộ
Đẳng hoa Nam Bộ (danh pháp: Isachne cochinchinensis) là một loài thực vật có hoa trong họ Hòa thảo. Loài này được Balansa miêu tả khoa học đầu tiên năm 1890.